# 마쓰나가 노부오
마쓰나가 노부오(일본어: 松永 信夫, 1921년 12월 6일 ~ 2007년 9월 25일)는 일본의 전 축구 선수이다.

## 국가대표팀 경력
그는 1954년 FIFA 월드컵 예선에 참가할 일본 국가대표팀에 발탁되었으며, 3월 14일 대한민국와의 경기에서 데뷔했다. 1954년 아시안 게임에도 출전했다. 그는 1955년까지 국제 A매치 통산 4경기에 출전했다.

## 통계
| 일본 | 일본 | 일본 |
| 연도 | 출전 | 득점 |
| ---- | ---- | ---- |
| 1954 | 3    | 0    |
| 1955 | 1    | 0    |
| 통산 | 4    | 0    |